# 阿俄尼亚高地

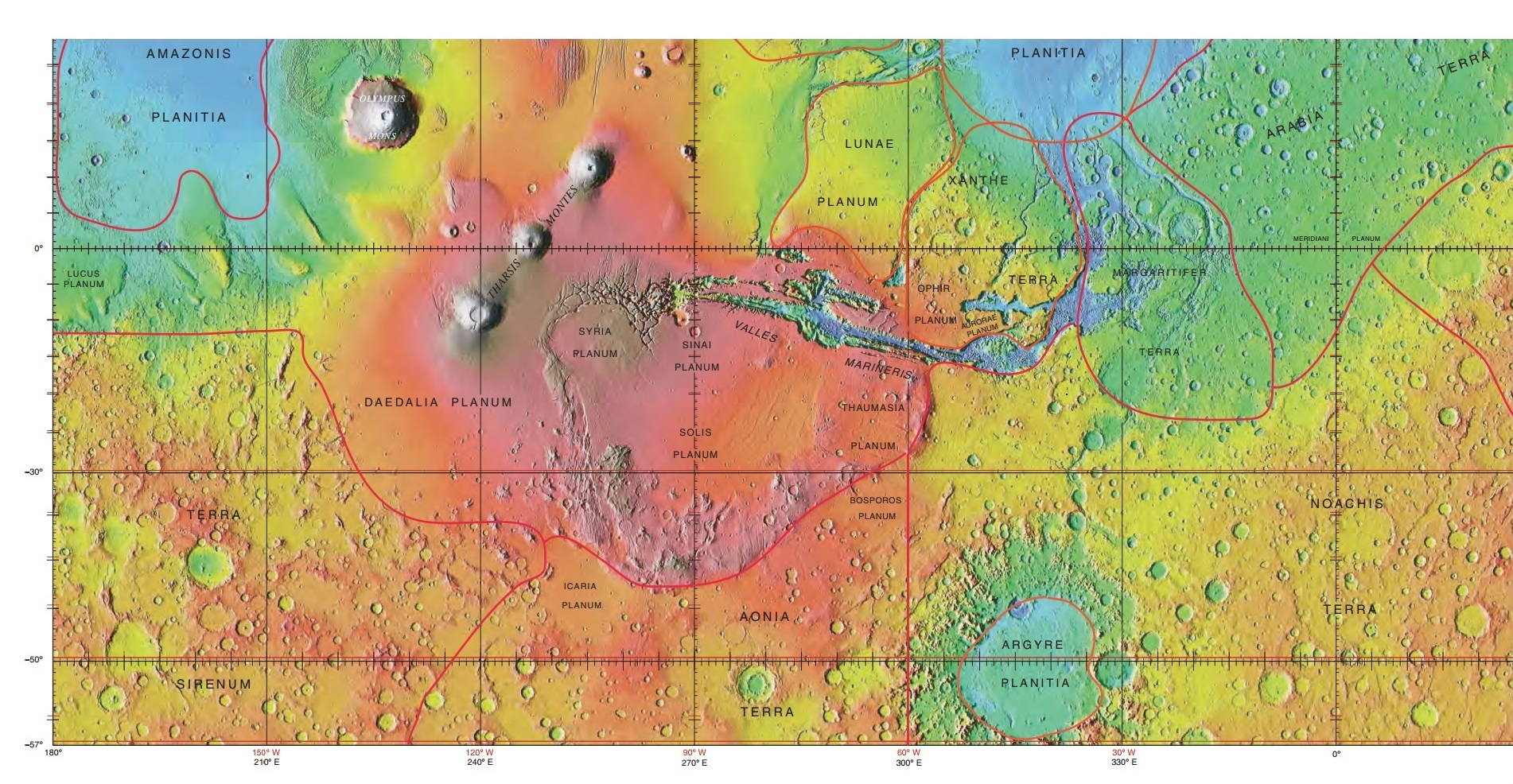
显示阿俄尼亚台地边界及相邻区的火星轨道器激光高度计地图

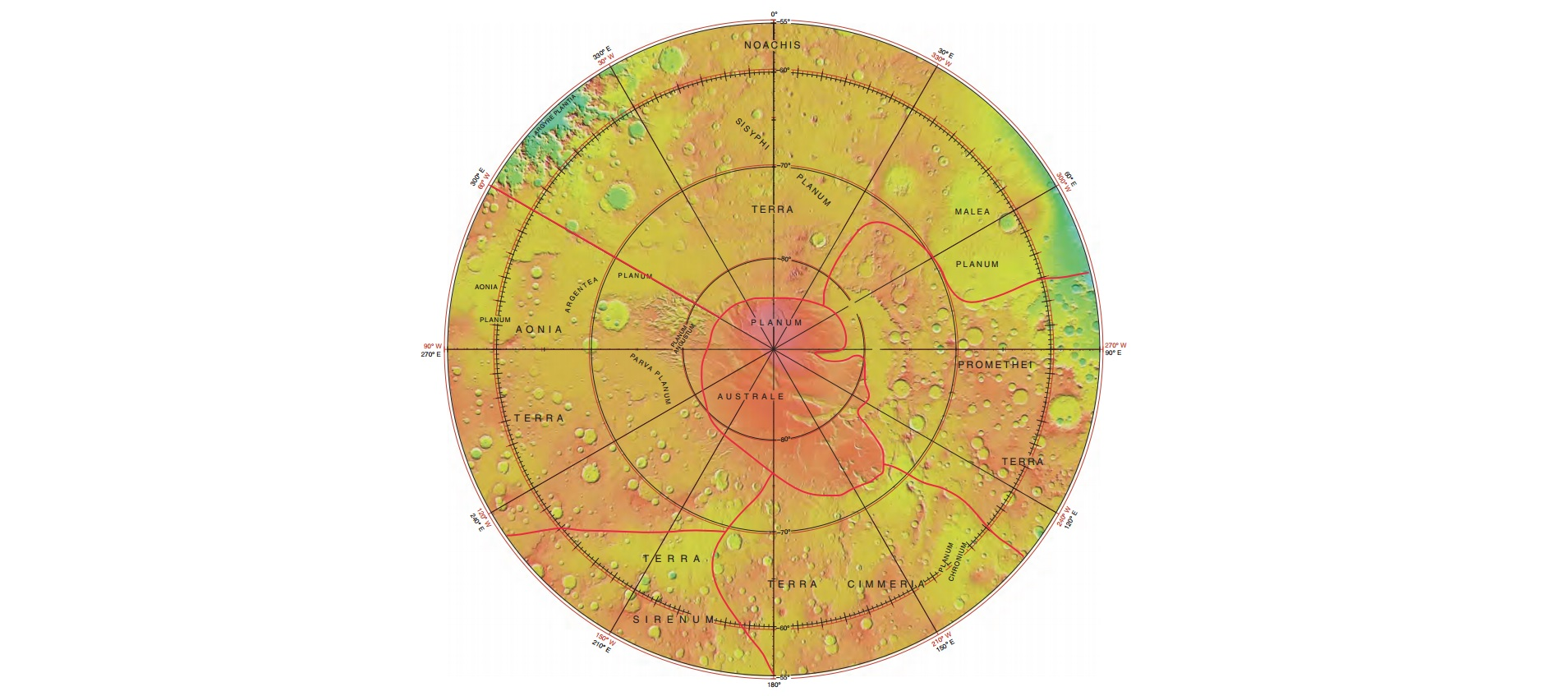
显示了南极附近阿俄尼亚台地边界及相邻区的火星轨道器激光高度计地图

阿俄尼亚高地（Aonia Terra）是火星南半球的一个区域，它取名自一处以古希腊地区阿俄尼亚命名的古典反照率特征。
阿俄尼亚高地坐落在火星法厄同、陶玛西亚和南海区之间，其中心位于60°S 97°W / 60°S 97°W处，最大宽度范围达3900公里，覆盖了南纬30至81度，西经60至163度的大片地区。阿俄尼亚台地是一处以大规模撞击地貌著称的高地区，包括有大型的洛厄尔撞击坑，在平原区、陶玛西亚堑沟群和南部区等部分区域密布着小陨坑群。阿俄尼亚高地西北与伊卡里亚堑沟群内的塞壬高地接壤，该高地包含了克拉里塔斯和科剌奇斯堑沟群；北面是沃里戈峡谷群；东侧邻近阿耳古瑞平原；而它的南面则分布着安古斯蒂凹地群、南极断崖群和南极高原。

## 地理
该地区由包括阿俄尼亚、伊卡里亚、帕尔瓦和博斯普鲁斯高原大部以及银色高原西部等数块平原组成。其他特征包括阿俄尼亚山、阿俄尼亚丘和佛里克索斯峭壁等。

## 历史
19世纪中期拍摄了它的望远镜图像，并将它称之为阿俄尼亚湾，这是斯基亚帕雷利命名的特征名之一，曾被认为是南海的一处海湾，与法厄同、伊卡里亚和塔乌马西亚·费力克斯相邻。阿俄尼亚湾于1958年成为国际天文联合会的正式名称。该地区的首张照片是由水手4号于1967年所拍摄，图像很模糊，拍摄的东部区照片没有细节。后来的详细图像最终由水手9号在1971年和1972年拍摄。20世纪70年代后期，海盗号轨道器拍摄了更多的图像。直到1979年阿俄尼亚湾被更名为阿俄尼亚高地前，没有命名主要的特征名。截至2018年，它是以阿俄尼亚命名的四个特征之一。

## 陨石坑

### 陨石坑列表
以下是阿俄尼亚高地中的陨石坑列表，陨石坑的中心位置是一个特征，中心位置位于另一特征中的陨坑按东、西、北或南顺序分别列出。

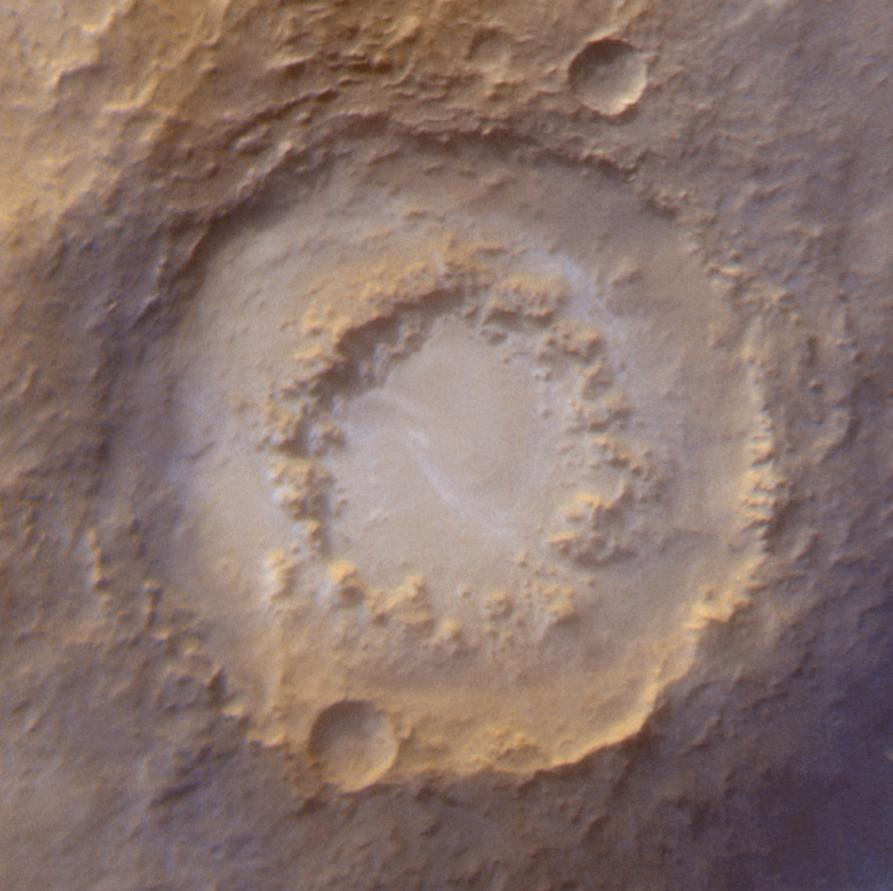
洛厄尔撞击坑，阿俄尼亚高地中最大的陨石坑。

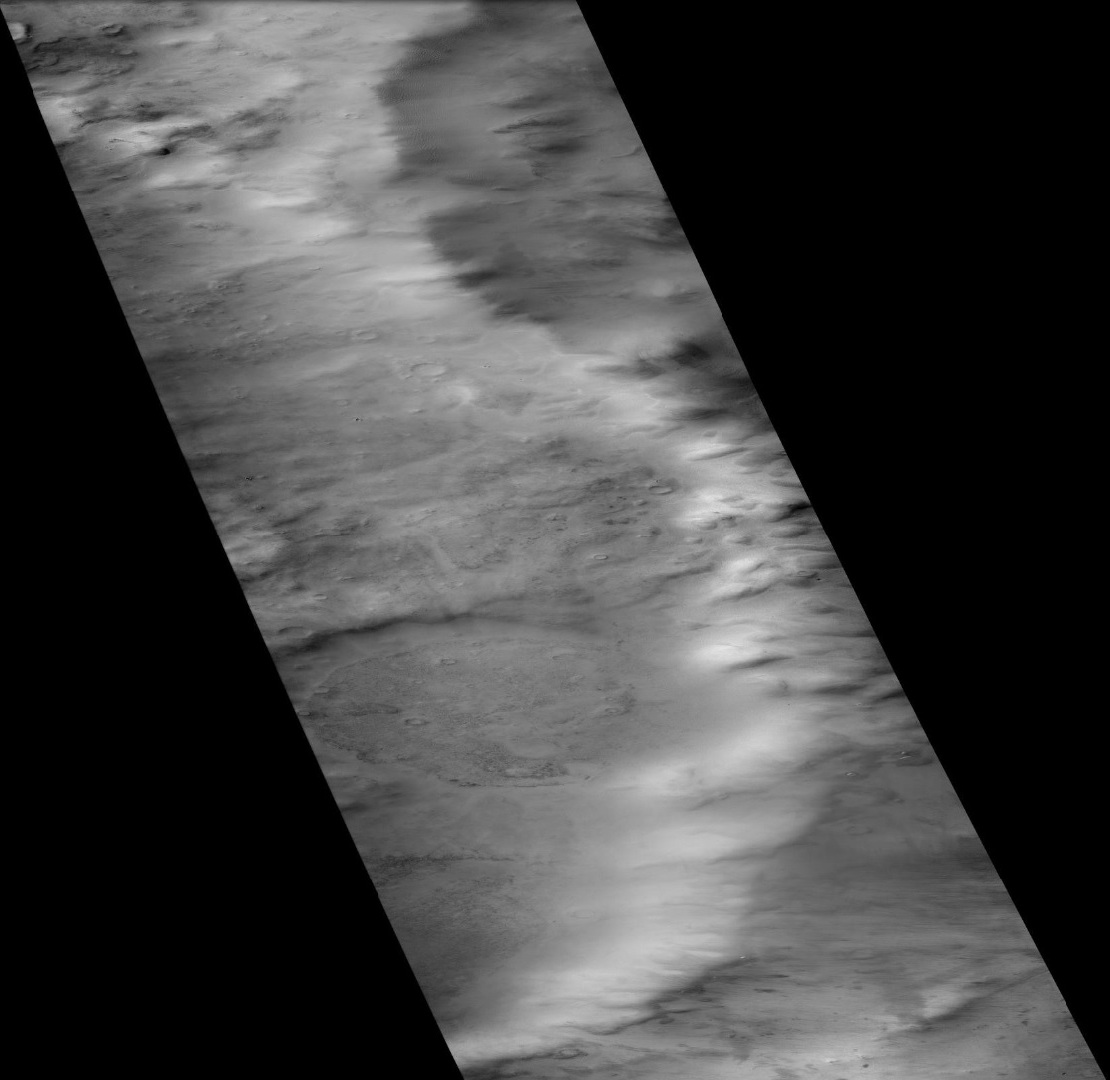
斯坦诺陨击坑的西南部。

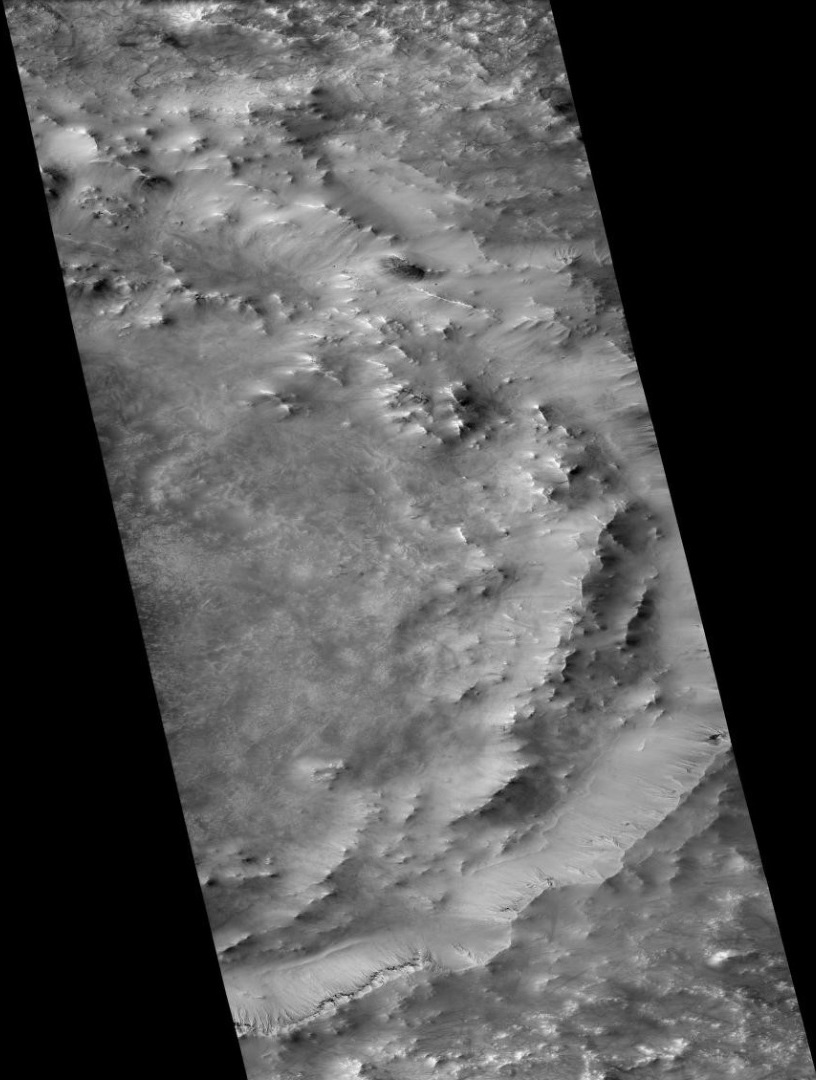
罗斯陨击坑的背景相机照片。

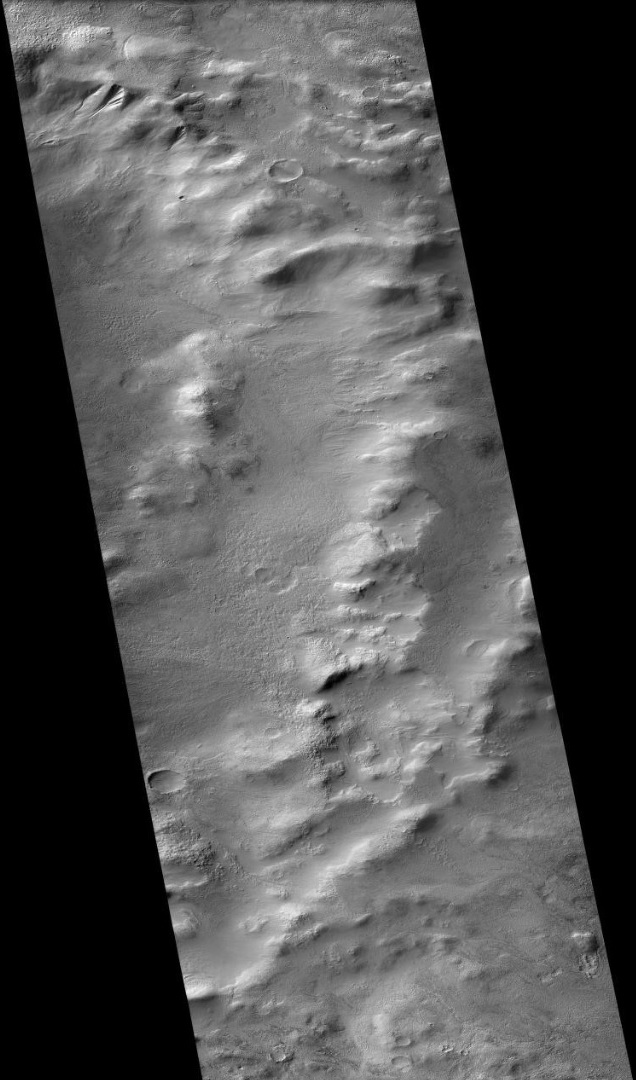
波特陨击坑背景相机照片。

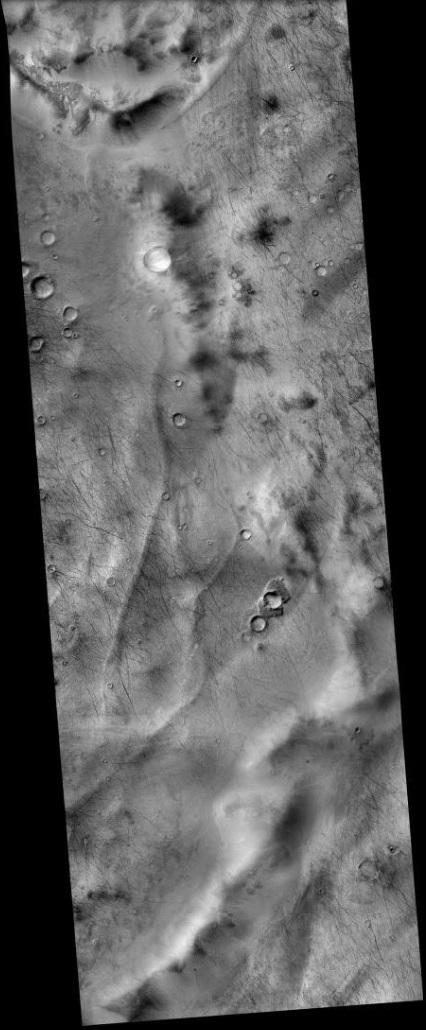
劳陨击坑背景相机照片。

| 中文名     | 英文名     | 位置                                | 区域         | 直径        | 批准年份 |
| ---------- | ---------- | ----------------------------------- | ------------ | ----------- | -------- |
| 阿加西     | Agassiz    | 69°48′S 89°54′W / 69.8°S 89.9°W     | 南海         | 108.77 公里 | 1973年   |
| 安艺       | Aki        | 35°48′S 60°18′W / 35.8°S 60.3°W     | 陶玛西亚     | 8.1 公里    | 1979年   |
| 巴巴金     | Babakin    | 36°00′S 71°26′W / 36°S 71.44°W      | 陶玛西亚     | 76.66 公里  | 1985年   |
| 比安基尼   | Bianchini  | 64°12′S 95°24′W / 64.2°S 95.4°W     | 陶玛西亚     | 76 公里     | 1973年   |
| 布拉希尔   | Brashear   | 54°08′S 119°02′W / 54.14°S 119.03°W | 陶玛西亚     | 77.45 公里  | 1973年   |
| 钱伯林     | Chamberlin | 66°06′S 124°30′W / 66.1°S 124.5°W   | 南海、法厄同 | 120.4 公里  | 1973年   |
| 柯布伦茨   | Coblentz   | 50°18′S 90°18′W / 50.3°S 90.3°W     | 陶玛西亚     | 112 公里    | 1973年   |
| 多库恰耶夫 | Dokuchaev  | 61°00′S 127°12′W / 61.0°S 127.2°W   | 法厄同       | 78 公里     | 1982年   |
| 道格拉斯   | Douglass   | 51°48′S 70°36′W / 51.8°S 70.6°W     | 陶玛西亚     | 94.8 公里   | 1973年   |
| 丰塔纳     | Fontana    | 63°12′S 72°12′W / 63.2°S 72.2°W     | 陶玛西亚     | 80 公里     | 1973年   |
| 加里       | Gari       | 36°12′S 71°18′W / 36.2°S 71.3°W     | 陶玛西亚     | 9.4 公里    | 1979年   |
| 亥维赛     | Heaviside  | 70°42′S 95°18′W / 70.7°S 95.3°W     | 南海         | 87.4 公里   | 1973年   |
| 赫西       | Hussey     | 59°24′S 173°54′W / 59.4°S 173.9°W   | 法厄同       | 49 公里     | 1973年   |
| 伊斯托克   | Istok      | 45°24′S 85°48′W / 45.4°S 85.8°W     | 陶玛西亚     | 4.8 公里    | 2014年   |
| 昆嵩       | Kontum     | 32°04′S 67°08′W / 32.06°S 67.13°W   | 陶玛西亚     | 22.1 公里   | 2006年   |
| 库马克     | Kumak      | 35°48′S 68°12′W / 35.8°S 68.2°W     | 陶玛西亚     | 15 公里     | 1979年   |
| 拉蒙特     | Lamont     | 58°36′S 113°36′W / 58.6°S 113.6°W   | 陶玛西亚     | 76 公里     | 1973年   |
| 劳         | Lau        | 74°24′S 107°48′W / 74.4°S 107.8°W   | 南海         | 104.9 公里  | 1973年   |
| 洛厄尔     | Lowell     | 52°18′S 81°24′W / 52.3°S 81.4°W     | 陶玛西亚     | 203 公里    | 1973年   |
| 普莱费尔   | Playfair   | 78°06′S 126°12′W / 78.1°S 126.2°W   | 南海         | 64.2 公里   | 1973年   |
| 波特       | Porter     | 50°48′S 113°54′W / 50.8°S 113.9°W   | 陶玛西亚     | 105 公里    | 1973年   |
| 雷诺       | Reynolds   | 75°06′S 157°54′W / 75.1°S 157.9°W   | 南海         | 97.5 公里   | 1973年   |
| 罗斯       | Ross       | 57°42′S 107°50′W / 57.7°S 107.84°W  | 陶玛西亚     | 82.51 公里  | 1973年   |
| 斯莱弗     | Slipher    | 47°48′S 84°36′W / 47.8°S 84.6°W     | 陶玛西亚     | 127.14 公里 | 1973年   |
| 史密斯     | Smith      | 66°06′S 102°54′W / 66.1°S 102.9°W   | 南海         | 74.33 公里  | 1973年   |
| 斯坦诺     | Steno      | 68°00′S 115°36′W / 68°S 115.6°W     | 南海         | 106.9 公里  | 1973年   |
| 斯托尼     | Stoney     | 69°48′S 138°36′W / 69.8°S 138.6°W   | 南海         | 161.37 公里 | 1973年   |

## 火星冲沟
阿俄尼亚台地是众多火星冲沟的所在地，这些冲沟可能是由于最近的流水所造成。在洛厄尔、道格拉斯和罗斯等大撞击坑附近的很多陨石坑中都有发现。冲沟出现在陡坡上，尤其是在陨石坑坑坡壁上。冲沟被认为相对年轻，因为上面几乎没有陨石坑。此外，它们还出现在沙丘上，而沙丘本身被认为相当年轻的。通常，每条冲沟都有一处沟头壁凹、沟道和扇形冲积堆。一些研究发现，冲沟出现在面向所有方向的斜坡上，另一些研究发现，更多的冲沟出现在面向极地的斜坡上，尤其是在南纬30-44度之间。
尽管已提出了许多观点来解释它们，但最被接受的是来自含水层的液态水，即源于古冰川底部融化，或气候变暖时地下冰的融化。由于液态水很可能参与了它们的形成，而且可能还非常年轻，科学家们很兴奋，也许冲沟是我们应该去寻找生命的地方。
有三种得到证据支持的理论，大多数冲沟壁凹顶部都出现在同一水平面，就像所预期的含水层一样。各种测量和计算表明，通常在冲沟起点的深度，含水层中可能存在液态水。该模型的一种变化是，上涌的炽热岩浆可能融化了地下冰，导致水在含水层中流动。含水层是允许液态水流动的地层，可能由多孔砂岩组成，一般位于另一层阻止水下渗的地层上（地质术语被称为“不透水层”）。由于含水层中的水下渗受阻，因此受堵的水流只能沿水平方向流动。最终，当含水层到达一道裂缝，如陨石坑的坑壁时，水就可能流出地表。由此产生的水流会冲刷坑壁，形成冲沟。含水层在地球上很常见。一则很好的事例是犹他州锡安国家公园的“哭泣石”。
而下一种理论认为，火星大部分地表都覆盖着一层平坦厚实的冰尘混合物。这层富冰覆盖物厚约数码表面平坦，但在某些地方有类似篮球表面的凹凸纹理。这一覆盖层可能类似冰川，在某些条件下，混合其中的水冰可能会融化并流下斜坡，形成冲沟。由于这种覆盖层上几乎没有陨坑，因而被认为相对年轻。富冰覆盖层可能是气候变化的结果。火星轨道及自转轴倾角的变化会导致从极地到相当于德克萨斯州纬度的水冰分布发生重大变化。在某些气候时期，水蒸气离开极地冰进入大气层。在低纬度地区形成与大量尘埃混合的霜冻或雪粒回落到地面。火星大气层中含有大量的细小尘埃微粒，水蒸气将在颗粒上凝结，随后因水膜的额外重量而落回到地面。当火星处于其最大倾斜或倾角时，夏季冰盖上最高可达2厘米的积冰可能会蒸发，并沉积在中纬度地区。这种水循环可持续数千年，形成一层厚达10米左右的积雪层。当覆盖层顶部的冰升华到大气中时，会留下尘埃，从而将剩余的冰尘封在下方。对冲沟高度和坡度的测量支持了积雪或冰川与冲沟相关的观点。越陡的斜坡越背阴，积雪也越易保存下来。
而海拔越高，冲沟则越少，因为冰在海拔更高的稀薄空气中更容易升华。
第三种理论也有可能，因为气候变化可能足以让地下冰融化，从而形成冲沟。在气候变暖期间，最初数米厚的地面可能会融化并产生类似干燥寒冷的格陵兰东海岸的“泥石流” 。由于冲沟出现在陡坡上，因此，只需土壤颗粒的抗剪强度略微降低就会开始下滑。而地下融冰中的少量液态水就足以产生这种润滑作用。计算表明，即使在目前的条件下，在火星每年的50天里，每天都会产生三分之一毫米的径流。

## 融霜
随着气温的升高和春天更多阳光的照射，霜冻开始消融。这些发生在该地区的南部，也包括南海区中（如亥维赛和斯托尼陨击坑）。这一过程从黑点的出现开始，当温度上升到熔冰点时，所有的积冰都消失殆尽，这一过程首先由火星全球探勘者号进行了重复拍摄，通过使用分辨率更高的HiRISE，可看到许多斑点都带有扇形。

## 另请查看
- 火星气候
- 火星地质
- 火星冰川
- 火星的地下水
- 火星冲沟

## 推荐阅读
- Grotzinger, John P.; Milliken, Ralph Edward. . Society for Sedimentary Geology. 2012. ISBN 978-1-56576-313-5.
- Lorenz, Ralph D.  (PDF). The Planetary Report. 2014, 34 (1): 8–14  [2022-03-29]. （原始内容 (PDF)存档于2020-07-18）.
- Lorenz, Ralph D.; Zimbelman, James R. . Springer Science & Business Media. 2014. ISBN 978-3-540-89725-5.